# Sissa
Sissa (Sésa, in dialetto parmigiano) è una frazione di 4 286 abitanti del comune di Sissa Trecasali, in provincia di Parma, situato nella bassa parmense. Fino al 31 dicembre 2013 costituiva un comune autonomo.
Si suppone che il nome di Sissa trovi la sua origine nelle esondazioni, da sempre devastanti, del fiume Taro, che hanno causato una divaricazione fisica, o scissione, fra l'antico borgo e Palasone. Di qui il toponimo Sissa, con etimologia in scissa, ossia divisa.
L'abitato di Trecasali si trova a sud. Il territorio della frazione è delimitato nel versante ovest dal Fiume Taro che lo separa dai comuni di Roccabianca e di San Secondo Parmense; a nord il Po segna il confine con la Lombardia; ad est si trovano i comuni di Colorno e di Torrile.

## Storia
In base ai ritrovamenti nei pressi di Torricella, avvenuti verso la fine del 1800 e studiati dal Pigorini, possiamo affermare che già al
tempo delle “terramare” (nel XIII secolo a.C.) nella zona vi erano insediamenti palafitticoli.
Non sono invece mai state reperite tracce delle occupazioni successive, sia degli Etruschi che dei Galli (Boj). Occupazioni avvenute a partire dal VI secolo a.C. sino all'arrivo dei Romani nel 200 a.C. Attorno al 180 a.C. avviene la centuriazione (romana) che ha lasciato tracce sul terreno visibili ancora oggi.Nei pressi di Gramignazzo, durante i lavori di posa dell'acquedottoconsortile, furono ritrovate le fondazioni di una villa romana. Poco a monte dell'attuale chiesa di Gramignazzo su un impercettibile dosso di campagna. Notevoli le dimensioni. A fianco ritrovatocon scavi diretti dalla Sovrintendenza, un cimitero longobardo
Dopo la calata dei Longobardi in Italia (568 d.C.) nel 574 inizia il comando dei Duchi Longobardi e si hanno buoni motivi per ritenere
che in questo periodo si sia formata la “Grande Corte di Palasone”, divenuta in seguito (nel 584) “Corte Regia” (di pertinenza del Re Autari). Sulla storia del periodo longobardo documenti certi non ne esistono, ma ci riconducono a queste deduzioni l'etimologia dei toponimi:
- palasone = Palatium = istituzione di tipo fiscale riconducibile alla "Corte Regia", con tale nome è indicato anche un luogo organizzato per speciali lavorazioni o per lo smercio di particolari prodotti anche per conto di altre corti e quindi provvisto di magazzini;
- sala = insediamento posto a capo del “sundrio” (terra coltivata dal padrone) e sede delle costruzioni adibite a ricovero di animali.

A Palasone troviamo anche nei documenti dell'epoca una cappella edificata in onore di San Lorenzo ed anche questa dedicazione depone a favore della presenza di un insediamento longobardo.
Le prime notizie certe di Sissa risalgono ad una pergamena del 945. Anche nel IX secolo è confermata l'esistenza della grande “corte regia di Palasone che, da un documento del 1.000, sappiamo si estende per 3.000 iugeri (2.400 ettari= a 8.000 biolche parmigiane) e che occupa l'area corrispondente all'incirca agli attuali comuni di Sissa e Trecasali. Dagli stessi documenti rileviamo che “selve, boscaglie, gerbidi e corsi d'acqua” denotano il paesaggio attorno a Palasone.
Le prime notizie certe su Sissa si traggono quindi da documenti del IX secolo d.C. (“…quod totum in pertinentiis de Scisia habent…") nei quali si parla di un “manso” facente parte della “corte regia di Palasone”, prima longobarda poi carolingia, governata, al momento, dai “Supponidi” e dagli “Attonidi”, famiglie vicine alla corte francese e incaricate a governare altri ducati nell'Italia centro-settentrionale.
Nel 942 avviene la prima donazione di terreni della corte di Palasone, da parte di un Attone, al “Capitolo della Cattedrale di Parma”. Si ha infatti in questo secolo e nel successivo l'acquisizione da parte del Capitolo, del Vescovo e dei vari monasteri di tutto il territorio della “Bassa”. Nel 945 un documento attesta che, dal capitolo, vengono concesse alcune terre a livello presso Sissa, manso della corte diPalasone («…in loco et fundo Sisia… actum in castro Palasioni»). La proprietà dei terreni della corte di Palasone viene confermata sia dall'imperatore Ottone II (982), che da Ottone III (996 e 999), Enrico III (1046), Enrico IV, Federico II (1115), Enrico VI(1195). Nel X secolo Palasone, come quasi tutte le “curtis”, viene fortificata. In essa si costruisce il castello, che verrà poi distrutto e ricostruito nella seconda metà del XII secolo. Nei documenti del XIII secolo non viene più menzionato alcun castello (castrum e/o castellum) a Palasone e tuttora non si conosce ancora dove fosse localizzato. Nel XII secolo nei documenti si ricorda che a Palasone, oltre alla “Basilica di San Lorenzo”, esiste un “Ospedale di San Giovanni”. Nel 1215 Federico II ordina di fortificare la foce delTaro con due torri provviste di catena di ferro che attraversa il fiume per impedire l'accesso a navi nemiche. Federico II dopo la sconfitta subita a Parma, con la distruzione di Vittoria, percorre con intento vendicativo la nostra zona ed uno storico (?) così scrive: “Il 15 giugno 1248 Federico II fuggito a spron battuto da Parma si porta a Borgo (Fidenza), vola a Cremona, rifatto d'animo e di gente, passato il Po, viene a Torricella, e, anelante alla vendetta, è di nuovo nei nostri dintorni, ove adopera barbaramente il ferro e il fuoco”.
Nel frattempo, il manso di Sissa, si era creato una certa indipendenza, si era pure esso fortificato costruendo una torre di difesa. Nel
1182 Sissa dispone già di un castello ed è difesa da un fossato. Un gruppo di famiglie, da Cornazzano, Burdellione, Botteri e Rangoni, condomini del castello, aveva preso il sopravvento sulla comunità ed erano arrivate ad esigere di dare il loro benestare per la nomina del “podestà”, cioè di colui che doveva governare la “corte” per conto del Capitolo.Inizia così ad affermarsi l'influenza di una gerarchia locale che sfocerà nella creazione dei feudatari ai quali verranno poi riconosciuti diritti sulle terre dagli imperatori. Nei documenti reperibili redatti dal IX secolo in poi sia per donazioni, per concessioni di terreni a livello od altro vengono spesso citate anche le odierne frazioni di Coltaro ("…quondam insulam sitam iuxta Padum… set illas in Caput Tari quae sunt iuges triginta sex…"), (Coltaro viene denominato spesso come villaggio cioè un agglomerato di mansi più concentrato e più grosso di un casale), Casalfoschino, Sala (…super fluvio Padi in comitatu Parmense in loco et fundo Palaxiona com porcione castro et capella inibi fundatas… quamquam in locas et fundas Sixa, Casale Fuskini, Sala de' Lambardi”), Torricella (“…fuere confessi quod boschum dequo lis erat inter comune de Palasone et homines de Turricella …”), dopo il mille compaiono anche Borgonovo (“…et de anno sequenti fieri fecit navilium, quod incipit in capite pasculi et labitur ad Viarolum et deinde ad Borgum Novum…”) e in un documento di Cremona anche il “villaggio” di Gramignazzo.

### Secolo XIV
La casata dei Terzi di Parma e quindi di Sissa, stabilì definitivamente il suo dominio feudale sul territorio nei primi lustri del secolo XIV. Il 7 dicembre 1329 l'imperatore Ludovico il Bavaro, con suo diploma sigillato a Norimberga, formalizzò l'insediamento dei nobili Guido (I) e dei suoi figli, i nobili Filippo e Guido (II) de Tertiis, cittadini di Parma, nelle terre alla foce del Taro, fra Sissa e Torricella, convertendo il possesso patrimoniale in rapporto di dipendenza vassallatica, con piena dignità e poteri signorili. Erano terre che la casata dalla quale originavano i Terzi, i da Cornazzano, nobili di origine germanica, vassalli di Bonifacio III di Canossa, Marchese di Toscana e Conte di Mantova, di Sua figlia la Contessa Mathilde, e, poi del Capitolo della Cattedrale di Parma, che possedeva già nei secoli precedenti.
Nella seconda metà del secolo i Terzi passarono al servizio dei Visconti signori di Milano. I maggiori esponenti della famiglia furono al servizio di Bernabò.e quindi, dopo il suo avvelenamento, a quelli di Gian Galeazzo Visconti come strenui capitani d’armi o nelle magistrature civili quali Podestà al governo delle più importanti città padane.
Una prima notizia si trova l’8 luglio 1362 allorché (Gherardo) ovvero Ghirardino I Terzi, presentò istanza a Bernabò Visconti per poter riedificare la rocca di Torricella, eretta a guardia del porto sul Po, feudo legato a quello di Sissa.
Ghirardino (I), all'origine del ramo cadetto di Torricella dei Sissa, era figlio del Guido (II), o Guidone de Tertiis, citato nel diploma dell'imperatore Ludovico il Bavaro del 1329 e fratello perciò di Giberto (I), il capostipite del ramo dei Terzi di Sissa, e di Niccolò Terzi il Vecchio del ramo dei Parma.
Il 15 agosto 1386, dopo la cerimonia celebrata nella cattedrale di Pavia nel corso della quale Niccolò Terzi il Vecchio fu armato cavaliere da Gian Galeazzo Visconti, vennero confermati alla famiglia i diritti sull'antico feudo di Belmonte, poi ribattezzato, nel 1377 Castelnuovo dei Terzi, in occasione della edificazione della torre di guardia,(oggi Castelnuovo Fogliani), e Casale Albino (oggi Lusurasco), nel Piacentino, trasmissibili agli eredi diretti di Niccolò, ovvero, in mancanza di questi, ai nipoti, figli del defunto Giberto (I),suo fratello. Le investiture feudali furono confermate l'anno seguente dal Re dei Romani Venceslao con la patente, intestata a "Nicholao filio quondam nobilis Guidonis capitanei de Terciis de Cornazzano", sigillata il 19 agosto 1387 a Norimberga. Le giurisdizioni dei Terzi nel Parmense, con Tizzano e Sissa, furono erette in Contea. L'investitura imperiale comprendeva il diritto di trasmettere il titolo comitale a ciascuno dei figli e ai loro eredi.
A Sissa esisteva l'Ospedale Santa Maria che fra il 1470 e il 1532 fu inglobato nell'ospedale Rodolfo Tanzi di Parma.

### Secolo XV
Giberto (I), fu il capostipite del ramo dei Terzi di Sissa. Ebbe due figli, entrambi capitani al servizio dei Visconti: Guido (II) e Antonio che fu tra i più valorosi al servizio del Ducato di Milano. Morto Gian Galeazzo nel settembre 1402, ai suoi funerali era tra gli otto nobili lombardi prescelti per portarne a spalla il feretro.
Quei funerali segnarono l'inizio del disfacimento dello stato milanese e i singoli potentati locali, come i potenti capitani ducali ne approfittarono per impadronirsi di lembi del ducato, solo nominalmente ereditati dal giovane Giovanni Maria Visconti, posto inizialmente sotto la tutela della duchessa madre. Anche il grande condottiero Ottobuono de' Terzi, conte di Tizzano e Castelnuovo, figlio di Niccolò Terzi il Vecchio, nipote di Giberto (I) di Sissa, pur mantenendosi nelle forme fedele difensore del Ducato di Milano, riuscì a prevalere contro gli avversari, e soprattutto i Rossi, fino a divenire nel sul finire del 1404 il dominatore e poi unico signore di Parma e Reggio.
La lotta contro la potente fazione dei Rossi fu accanita e condotta spietatamente da entrambe le parti, coinvolgendo anche le terre di Sissa.
Il giorno sei di agosto, Ottobono era all'assalto di Felino, rocca dei Rossi, dove si era rifugiato il capitano Angelo Tartaglia con i suoi cavalieri, reduci dalla disfatta di Rossena. Sotto l'attacco furioso del Terzi, nonostante il valore e il coraggio del condottiero e delle lance fiorentine, queste furono un'altra volta sconfitte, lasciando numerosi prigionieri tra i Rossi, le cui case furono, com'era consuetudine, depredate e incendiate.
Sul finire del mese arrivò quindi, com'era inevitabile, la risposta dei Rossi che, partiti dal loro castello di Felino, portarono la devastazione nelle terre dei Terzi: a Sissa, Trecasali, Palasone e San Nazzaro. Replicò con maggior profitto da par suo Ottobono, il quale per rappresaglia, a Parma, penetrò le sacre mura del monastero femminile di San Paolo, rubò a man bassa ori, argenti, panni finissimi e un tesoro di seimila fiorini ivi lasciati in deposito dai Rossi, distribuiti poi tra i suoi a compenso dei loro servigi. Sempre ai Rossi furono tolti tutti i benefici ecclesiastici o secolari, le proprietà in case o di fondi, legati al convento.
Ottobuono mantenne fermamente questo dominio sul Parmense, nel Reggiano e Piacentino, dal 1405 fino alla primavera del 1409. Il 27 maggio, lunedì di Pasqua, fu assassinato a tradimento da Muzio Attendolo Sforza, a Rubiera presso Modena, in un agguato ordito con la evidente complicità di Niccolò III d'Este. I Terzi di Sissa, schierati vantaggiosamente con il cugino nei tempi della sua fortuna militare e politica, furono rapidissimi nei giorni che seguirono la sua uccisione, a passare sotto i vessilli e all'ubbidienza del nemico. Scrive il Pezzana che Il 6 luglio 1409, Giberto (II) e Antonio Terzi "vedendo ogni loro cosa andare in sinistro, venuti a Porta S. Croce, conchiusero un accordo coll'Estense".
Guido (II) Terzi, l'otto giugno 1413, dopo la morte del padre Giberto (II) gli succedette quale signore di Sissa, iscritto come tale nel registro delle investiture feudali del Ducato di Milano.
Nel 1422, truppe della Repubblica di Venezia, nel corso della guerra contro Filippo Maria Visconti, duca di Milano,del quale erano alleati i Terzi locali, occuparono Sissa. Le milizie venete già presidiavano allora Torricella, fortilizio e porto, strategicamente importante per tutelare i collegamenti fluviali della Serenissima con Piacenza, Cremona e quindi Milano.
Il 16 marzo 1427 ancora Torricella, sempre occupata dai Veneziani, venne assalita da Niccolò Piccinino capitano di Filippo Maria Visconti al comando di mille fanti. Il 23 marzo Torricella fu costretta ad arrendersi. Nel contempo, la rocca di Sissa, anch'essa sotto attacco, veniva devastata. I Veneziani decisero in seguito che la sua integrale ricostruzione e il mantenervi una forza di presidio non era conveniente in quel contesto ostile. Demolirono quindi la cerchia delle mura, conservando solo il torrione del maschio. Quel che rimaneva del borgo, unitamente a Torricella, fu assegnato a Guido Terzi, nominato "governatore del castello di Sissa".
La rocca fu riedificata sulle strutture precedenti, ma con dimensioni assai ridotte rispetto a quelle poderose originarie. I lavori furono avviati dopo il 22 ottobre 1440, allorché il duca di Milano, investì i fratelli Giberto (III), Niccolò e Guido (III), figli di Giberto (II) Terzi del feudo di Sissa e delle ville dipendenti “i quali spontanei e con grave propria incommodità sovvenuto aveanlo di ragguardevole somma di pecunia”.
Il 21 di novembre 1440, altre decisioni ducali stabilirono il distacco da Parma delle giurisdizioni di Sissa, Borgonovo sotto l'argine, Casal Foschino, Sala e San Nazaro. Il 3 novembre 1440 i fratelli Beltramino e Gherardino (II), capitani di Filippo Maria Visconti, furono premiati con l'assegnazione in feudo del castello di Torricella e delle ville di Gramignazzo, Coltaro, Trecasali, Palasone, le case di Barcolo dalla Fossa e Rigosa..
Il 27 di novembre 1441, Filippo Maria Visconti investe, i nobili Giberto (III) e Guido Terzi (II) signori di Sissa, delle signorie di Belvedere, Vezzano, Moragnano, Fontanafredda, Treviglio, Groppizioso (oggi posti nel Comune di Tizzano Val Parma), Lalatta (nel Comune di Palanzano) ed Antignola, tolte a Parma. Verosimilmente oltre a compensare la loro lealtà e devozione, premiavano una significativa generosità verso il duca sovrano..
Morto l'ultimo dei Visconti, Duchi di Milano, impadronitosi di Milano Francesco Sforza, fú nominato nuovo duca, il 17 giugno 1450, e decise di erigere in contea le terre di Sissa e di Belvedere, e investiva della contea Guido Terzi, col diritto di trasmettere il titolo ai loro discendenti.maschi e legittimi. Il duca dichiarava di aver stabilito questa liberalità per premiare "la singolare devozione verso di lui e lo Stato suo, la grandissima integrità, la prestanza, il valore, e l'altre preclare dotj di Guido, del quale ogni studio, ogni pensiero era unicamente volto a prestarsi al piacere di Sua Signoria".
Il 26 marzo 1467, i duchi di Milano Galeazzo Maria Sforza e Bianca Maria Visconti rinnovarono l'investitura delle contee di Belvedere e di Sissa a Lodovico Terzi, figlio di Giberto, e ai suoi familiari;. e di nuovo nel 1495 Il 6 luglio 1495, Francesco e Luca Terzi, figli di Lodovico, cadevano combattendo alla battaglia di Fornovo. e l'investitura di Sissa fu ancora rinnovata nel 1497 da Ludovico il Moro a favore di Giampietro Terzi, figlio di Francesco., che morì assassinato nel 1516 dallo zio Ottobono..

### Secolo XVI
Nel 1551, durante la "guerra di Parma" i Terzi si schierarono con gli alleati della Francia contro la Spagna. Il 12 giugno, il castello di Sissa posto sotto l'assedio delle forze di parte imperiale, guidate dal conte Troilo Rossi, nonostante il supporto del duca Ottavio Farnese, finì espugnata e devastata.
Fu riconsegnata semidistrutta ai Terzi l'anno successivo..

### Secolo XVIII
Ultimo conte di Sissa (e di tutte le località comprese nella contea) e di Belvedere (Tizzano Val Parma), fú Don Francesco Maria Terzi, marchese di Contignaco (già Contignago, per eredità Farnese di Latera), conte del Sacro Romano Impero, di Kolinetz, di Wolozkowitz, di Aucijn e di Podoli, patrizio Boemo, Moravo e della Svevia (austriaca). Aveva sposato Anna Maria Sanvitale di Fontanellato e di Noceto,(*1700 e 
+ nel 1767), figlia del conte Ludovico e dama dell'Ordine della Croce Stellata e della duchessa Enrichetta d'Este, dalla quale ebbe solo due figlie: Donna Corona e Donna Costanza (nata nel 1725 e + nel 1803). Alla sua morte, il 17 dicembre del 1758 la casata dei Terzi di Sissa, si estinse, in quanto ai maschi, mentre nel 1803, in quanto alle femmine, con la morte di Donna Costanza Terzi di Sissa, Contessa del Sacro Romano Impero, moglie di Don Antonio Camillo conte Marazzani Visconti di Piacenza (+ nel 1807). Il marchese Bonifacio II Rangoni di Modena, che aveva sposato la figlia maggiore Donna Corona,, il figlio primogenito di Donna Costanza, Don Pietro conte Marazzani Terzi (+ nel 1820), sostituì il cognome Visconti a quello dei Terzi, mentre, il marchese Rangoni, aggiunse il cognome della consorte al proprio, donde i Rangoni Terzi, che mantennero il possesso della contea fino all'abolizione dei diritti feudali decretata da Napoleone nel 1805, mentre il marchesato di Contignaco, fú ereditato, dal padre, da Donna Costanza Terzi Marazzani Visconti, che alcuni anni dopo, lo vendette.
I feudi boemi furono ereditati da entrambe le sorelle, e furono venduti nel 1795.

La rocca di Sissa fu venduta intorno alla metà del XIX secolo alla famiglia Raimondi. divenendo in seguito sede dell'amministrazione comunale di Sissa (dal 2014 Sissa Trecasali).

Posizione del comune di Sissa nella provincia di Parma

### Secolo XIX
Nel 1803 il ducato di Parma cade sotto il dominio napoleonico. Sissa è presidiata da milizie francesi.
Nel 1890 divenne proprietaria della rocca la famiglia Raimondi che la vende al Comune di Sissa nel 1900 per lire 45.000.
Dal 1902 al 1912 da Torricella partono i mattoni, fabbricati a Gramignazzo nella fornace Pizzi, ancora aggi visibile, per laricostruzione del campanile di San Marco. Già dalla metà del 1600, attraverso il porto di Torricella, avveniva con Venezia lo scambio di mattoni, fabbricati
a Gramignazzo, contro carbone.

### Secolo XX
Il 23, 24 e 25 aprile 1945 Sissa assiste alla ritirata dei Tedeschi che vanno verso il Po e corre il rischio di essere incendiata per
rappresaglia. Solo il sopraggiungere degli Alleati evita il peggio. Alla fine di questi tre giorni si contano una decina di vittime civili e di soldati tedeschi, feriti, alcune case incendiate e altre saccheggiate.
Il 4 luglio 1965 la frazione di Torricella è stata devastata da un tornado classificato F4 sulla Scala Fujita che ha provocato 3 morti e svariati feriti.

### Simboli
Lo stemma e il gonfalone del comune di Sissa erano stati concessi con DPR del 10 febbraio 1953.
Il gonfalone era un drappo partito di azzurro e di bianco.

## Monumenti e luoghi d'interesse

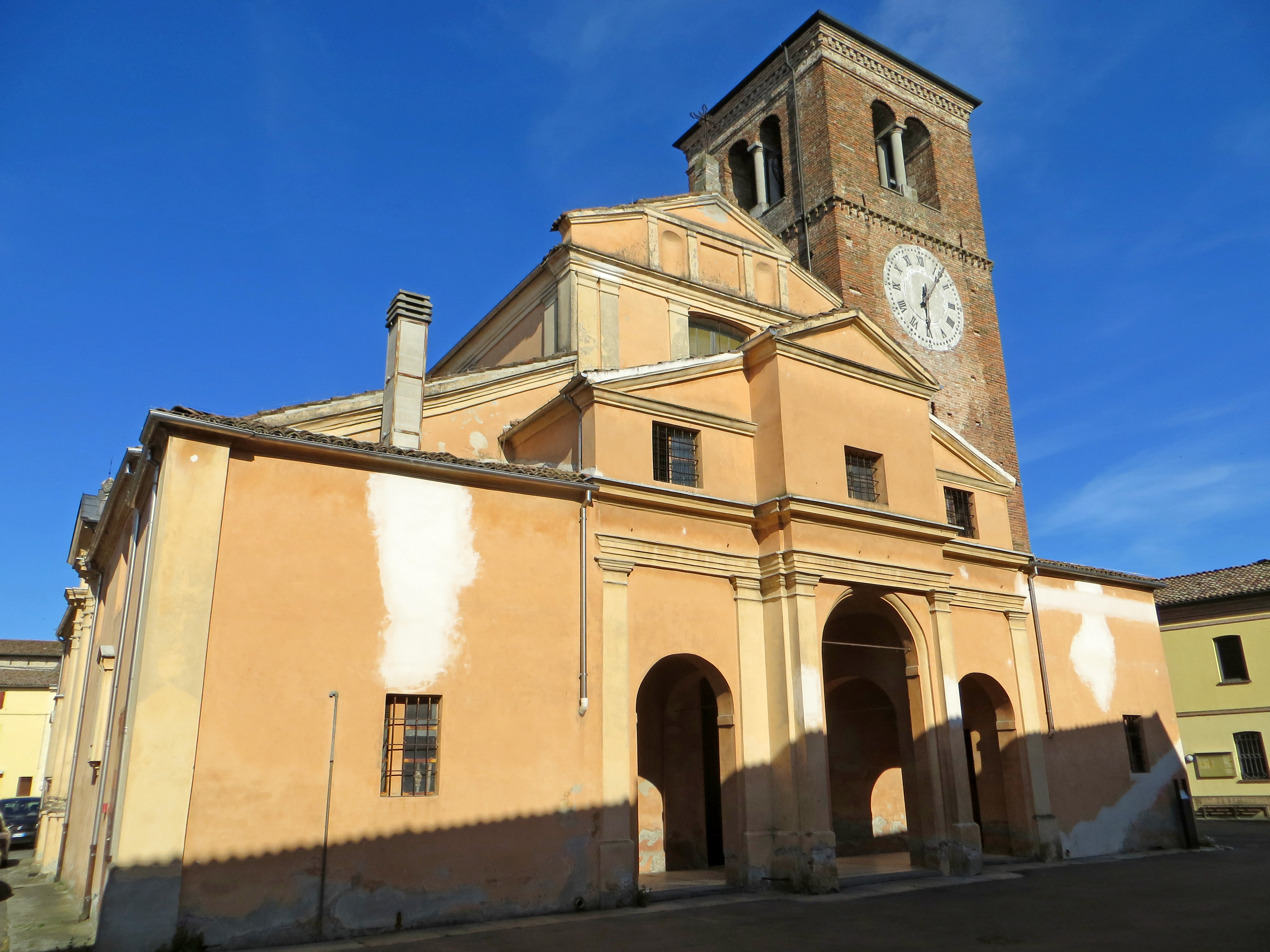
Chiesa di Santa Maria Assunta

- Rocca dei Terzi
- Chiesa di Santa Maria Assunta

### Porto fluviale
Nei pressi di Sissa è presente il porto fluviale di Torricella, sul fiume Po.

## Società

### Evoluzione demografica
Abitanti censiti

## Cultura

### Eventi
Sissa è il paese che ha lanciato l'evento "November Pork". Si svolge tutti gli anni nel mese di novembre, ed è dedicato alla riscoperta dei sapori del maiale.

## Amministrazione
Tabella relativa alle amministrazioni che si sono succedute in questo comune.
| Periodo        | Periodo          | Primo cittadino      | Partito                     | Carica  | Note   |
| -------------- | ---------------- | -------------------- | --------------------------- | ------- | ------ |
| 22 aprile 1987 | 28 maggio 1990   | Emilio Ubaldi        | Partito Socialista Italiano | Sindaco | [ 30 ] |
| 31 maggio 1990 | 24 aprile 1995   | Gian Franco Consigli | PDS, PCI                    | Sindaco | [ 30 ] |
| 24 aprile 1995 | 14 giugno 1999   | Gian Franco Consigli | centro-sinistra             | Sindaco | [ 30 ] |
| 14 giugno 1999 | 14 giugno 2004   | Angela Fornia        | lista civica                | Sindaco | [ 30 ] |
| 14 giugno 2004 | 8 giugno 2009    | Angela Fornia        | lista civica                | Sindaco | [ 30 ] |
| 8 giugno 2009  | 9 settembre 2013 | Grazia Cavanna       | lista civica                | Sindaco | [ 30 ] |

Dal 2009 al 2013 la carica di Sindaco di Sissa è stata ricoperta da Grazia Cavanna, eletta a capo di una lista civica, scomparsa nel settembre 2013, per malattia. - è ricoperto ad interim dal Vicesindaco Marco Moreni, in attesa dell'indizione di nuove elezioni amministrative.

### Progetto di fusione con Trecasali
Per iniziativa delle amministrazioni dei due Comuni della Bassa parmense è stato avviato un progetto di fusione tra i due enti, seguendo l'iter previsto dall'art. 133, co. 2 della Costituzione e disciplinato in dettaglio dalle leggi regionali in materia di circoscrizioni comunali. Il progetto ha finora ottenuto il pronunciamento favorevole di ambedue i consigli comunali nonché il parere positivo della Regione Emilia-Romagna. È stato quindi indetto per il 6 ottobre 2013 un referendum popolare, di natura consultiva, tra le popolazioni interessate le quali dovranno esprimersi sulla volontà o meno di procedere alla fusione e sulla denominazione dell'eventuale nuova realtà amministrativa, scegliendo tra una rosa di proposte: "Terre del basso Taro", "Sissa e Trecasali", "Trecasali e Sissa", "Sissa Trecasali", "Trecasali Sissa". La Regione, prendendo atto dell'esito positivo della consultazione, ha decretato l'istituzione del nuovo ente comunale di Sissa Trecasali. Esso è attivo dal 1º gennaio 2014 ed è retto, in attesa di nuove elezioni "unificate", da un Commissario.

## Sport

### Calcio
La principale squadra di calcio della città è l'A.S. Sissa che milita in Terza Categoria.
Dal 2022 si è unita con la Viarolese(squadra proveniente da Viarolo frazione del comune Sissa Trecasali) ed è diventata A.S.D Viarolese Sissa e milita in Prima Categoria.